# Frontière entre les Bahamas et les États-Unis

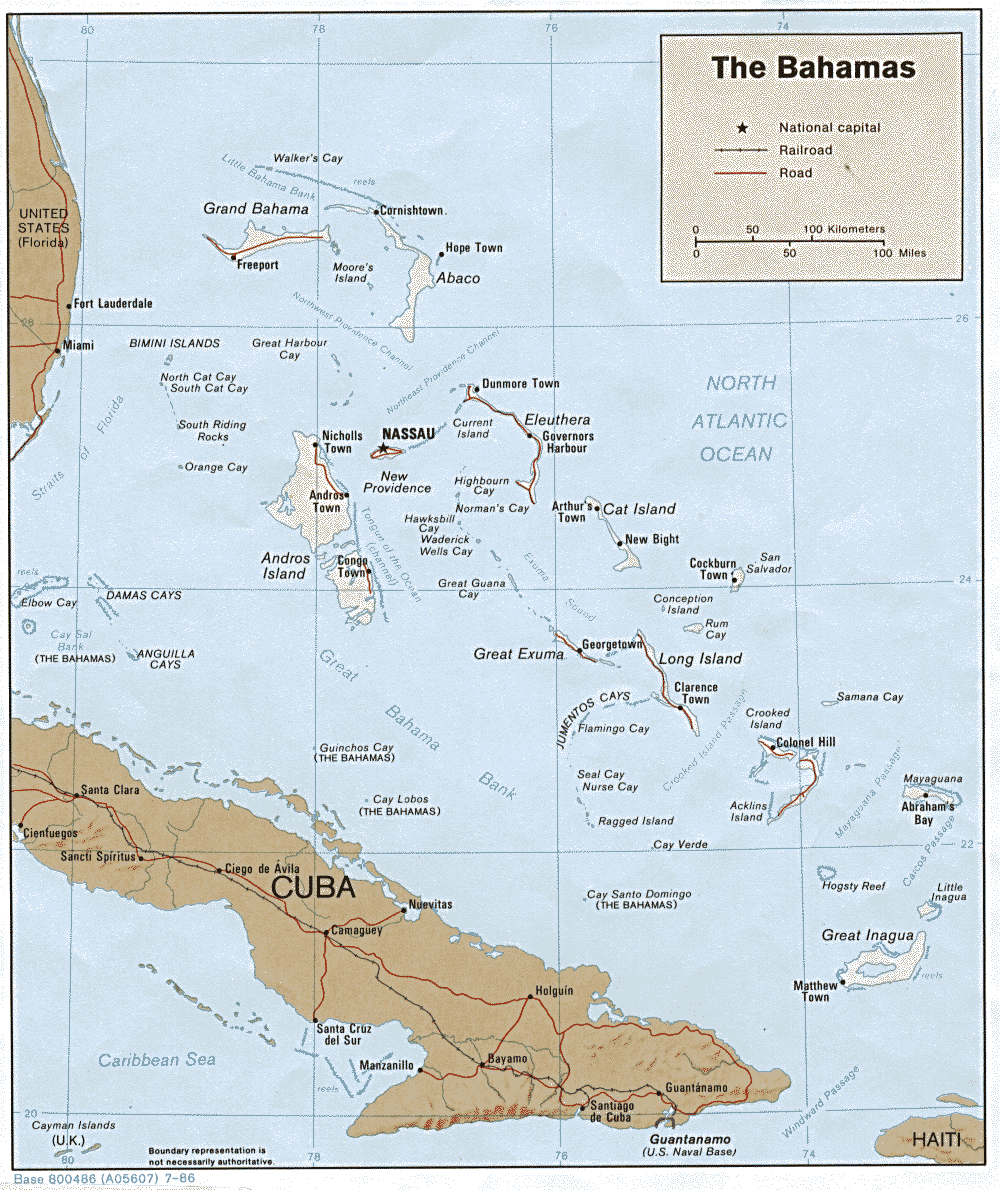
Carte des Bahamas

La frontière entre les Bahamas et les États-Unis est la frontière internationale intégralement maritime qui délimite l’archipel des Bahamas des États-Unis dans le détroit de Floride. L'île bahamienne la plus proche n'est situé seulement qu'à 45 miles de la côte de la Floride.
Aucun traité n'établit formellement la délimitation des zones économiques exclusives respectives. Au Sud, la frontière se termine par un tripoint avec Bahamas Cuba qui a fait l'objet de différents traités de part et d'autre. Plus nord dans l'océan Atlantique, il y a des différences d'interprétation renforcer par la possibilité d'appliquer une extension du plateau continental.
Depuis 2010, des discussions sont entamées entre les deux pays ; Les lignes de base archipélagiques officielles des Bahamas ont été soumises aux Nations unies par le gouvernement des Bahamas le 11 décembre 2008 :
- Au Sud-Ouest, les Bahamas possèdent le Cay Sal Bank près des côtes cubaines avec en face le cordon des Keys
- A l'Ouest, outre le cap de l'île Andros, les îles Bimini qui font face à Miami et Fort Lauderdale
- Au Nord-Ouest, on trouve l'île principale de île Grand Bahama, plus précisément la petite île de Gold Cay.
- Au Nord, Grand Cay est la plus septentrionale île de l'archipel des Abacos

Bien que les États-Unis et les Bahamas n'aient pas de frontière maritime convenue, les États-Unis ont publié leur ligne d'application de la pêche dans un avis du Federal Register de 1977, conformément aux dispositions de la Fishery Conservation and Management Act de 1976.